# East-Asian Planet Search Network
East-Asian Planet Search Network, (EAPSNet), è un'indagine osservativa finalizzata alla ricerca di esopianeti frutto di una collaborazione internazionale congiunta tra Cina, Giappone e Corea. L'iniziativa si avvale del telescopio da due metri situato presso
l'Osservatorio astronomico di Okayama, dotato di uno spettrografo echelle ad alta dispersione.
Nel corso dell'indagine è stata scoperto un esopianeta di tipo gioviano, HD 119445 b, classificato in origine come nana bruna.